# 2023년 네바다 대학교 라스베이거스 총격

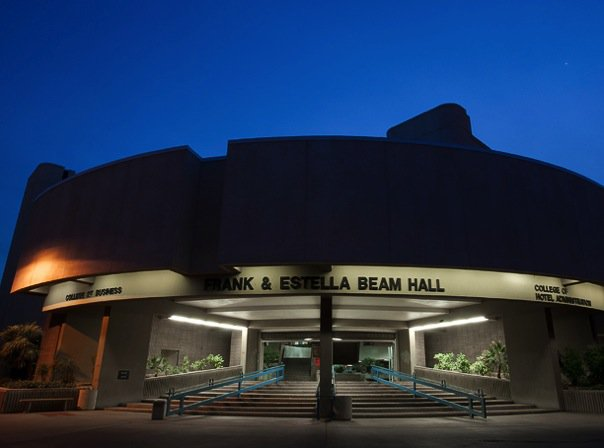
총격이 발생한 네바다 대학교 라스베이거스의 프랭크 앤드 에스텔라 빔 홀(Frank and Estella Beam Hall)

2023년 네바다 대학교 라스베이거스 총격에 관한 내용이다.
2023년 12월 6일, 네바다 대학교 라스베이거스(UNLV)에서 총격 사건이 발생했다. 3명이 사망하고 3명이 부상을 입었다. 부상자 중 2명은 경찰관이었다. 범인은 경찰과의 총격전에서 사망했다. 이 사건은 네바다주 사상 최악의 학교 총격 사건으로 기록된다.

## 배경
프랭크 앤 에스텔라 빔 홀은 UNLV의 교육 시설 중 하나이자 리 경영대학원의 주요 건물이다. 이 총격 사건은 6년 전 미국 현대사에서 가장 많은 사망자를 낸 총기 난사 사건이 발생한 만달레이 베이 카지노에서 약 5km 떨어진 곳에서 발생했다.

## 같이 보기
- 2023년 미시간 주립 대학교 총격